# Strahinja Mićović
Strahinja Mićović (nacido el 28 de septiembre de 1992 en Belgrado, Serbia) es un jugador de baloncesto serbio que actualmente juega en el Obradoiro CAB de la Primera FEB. Con 2.05 de estatura, su puesto natural en la cancha es el de ala-pívot.

## Trayectoria
El jugador se formó en su país de origen con el que llegó a debutar con BKK Radnički, en el que jugaría durante dos temporadas de 2011 hasta 2013. Posteriormente, jugaría en el OKK Beograd durante la temporada 2013–2014 y tras un breve paso por el KK FMP, también lo haría en las filas del KK Borac Čačak durante la temporada 2015-2016. 
En la temporada 2016-2017, firma por el KK Igokea de Bosnia, donde ganó la Liga de baloncesto de Bosnia y Herzegovina y la Copa de baloncesto de Bosnia y Herzegovina.
En verano de 2017, se marcha al KK Mornar Bar con el que firma por dos temporadas. En la primera temporada lograría la Liga Montenegrina de Baloncesto.
En la temporada 2019-2020, el ala-pívot firma por el Mitteldeutscher BC de la Basketball Bundesliga.
El 13 de agosto de 2020, se compromete con el Telekom Baskets Bonn de la Basketball Bundesliga, con el que promedia casi 14 puntos por partido en la competición doméstica.
El 20 de julio de 2021, Mićović regresó al KK Mornar Bar.
El 26 de agosto de 2023, Mićović firmó con el BC Jonava de la Lietuvos Krepšinio Lyga (LKL) por una temporada.
En julio de 2024, el Obradoiro Club de Amigos del Baloncesto anunció su incorporación al equipo por una temporada para su participación en Primera FEB.